# فرودگاه پدرو بی
 فرودگاه پدرو بی (به انگلیسی: Pedro Bay Airport) یک فرودگاه همگانی بهره‌برداری هوایی با کد یاتا PDB است که یک باند فرود شن دارد و طول باند آن ۹۱۴ متر است. این فرودگاه در کشور ایالات متحده آمریکا قرار دارد و در ارتفاع ۱۴ متری از سطح دریا واقع شده است.